# Fasciatispora lignicola
Fasciatispora lignicola är en svampart som beskrevs av Alias, E.B.G. Jones & Kuthub. 1994. Fasciatispora lignicola ingår i släktet Fasciatispora, ordningen kolkärnsvampar, klassen Sordariomycetes, divisionen sporsäcksvampar och riket svampar.   Inga underarter finns listade i Catalogue of Life.